# 英格蘭足球總會
英格兰足球协会（英語：The Football Association），又称英格兰足球協會，直译為足球协会/足球總會或簡稱足协/足總（The FA），是一個管理英格蘭境內（包括王室屬地，即澤西、根西及曼島）足球事務的法定機構，於1863年正式成立。
英格蘭足球總會是世界上第一個的足球官方總會，因此英文名稱中只稱為「足球總會」，而沒有任何表示地區的字眼。具體工作包括設立比賽規條、管理英格蘭足球代表隊、舉辦包括足總盃在内的多項賽事、監督高級別聯賽、組織和管理低級別聯賽、仲裁球會紛爭等等。英格蘭足球總會同時亦是歐洲足協和國際足協的會員。

## 外部連結
- 官方網站 （页面存档备份，存于）
- 国际足联介绍
- 欧洲足联介绍 （页面存档备份，存于）